# Bhuvanaikabahu I
Bhuvanaikabahu I est le 4e roi de Dambadeniya, dans l'actuel Sri Lanka.

## Étymologie
Le nom provient de la langue pali, propre au bouddhisme Theravada pratiqué au Sri Lanka, dont l'écriture est en Devanagari. La transcription en langue latine peut donc donner des résultats différents, selon le mot est transcrit traditionnellement ou en ISO 15919.
Le mot Bhuvanaika peut se décomposer en 2 mots :
- Le mot Bhuvanaika peut aussi se transcrire aussi Buvaneka, Buwaneka
- Le mot Bâhu peut aussi se transcrire Bãhu, Bâhu, Baahu ou Bahu.

## Biographie
Le prince Lokeka-bahu , fils de Parakramabahu II est couronné roi sous le nom de Bhuvanaikabahu I lorsqu'il succède à son frère Vijayabahu IV en 1270. Il règne une dizaine d'années il doit transférer sa capitale à Dambadeniya puis à Yapavu face à l'invasion des armées de l'empire Pandya en 1283/1284 qui soumettent le royaume jusqu'en 1286 lorsque son neveu Parakramabahu III, le fils de Vijayabahu IV reprend le pouvoir

### Remarque sur les sources historiques
- Livres en pali : Culavamsa et Rajaveliya. Les dates de règne des rois de Dambadeniya sont différents entre ces 2 livres.